# Inside Out (album Emmy Rossum)
Inside Out - debiutancki album studyjny amerykańskiej piosenkarki i aktorki Emmy Rossum. Wydawnictwo ukazało się 23 października 2007 roku nakładem wytwórni muzycznej Geffen Records. Nagrania dotarły do 199. miejsca listy Billboard 200 w Stanach Zjednoczonych. Wydawnictwo było promowane teledyskami do utowórów "Slow Me Down" i "Falling", odpowiednio, wyreżyserowane przez Thomasa Klossa i Adama Egypt Mortimera. Sesja zdjęciowa do albumu i okładki płyty została wykonana w Santa Monica przez fotografa Briana Bowen Smitha.

## Lista utworów
1. "Slow Me Down" (Benenate, Brawley, Rossum) - 2:36
2. "Inside Out" (Brawley, Rossum) - 3:24
3. "Stay" (Brawley, Rossum) - 3:17
4. "Falling" (Brawley, Rossum) - 4:06
5. "The Great Divide" (Brawley, Rossum) - 6:54
6. "Lullaby" (Brawley, Pizzinga, Rossum) - 4:54
7. "Don't Stop Now" (Brawley, Pizzinga, Rossum) - 5:44
8. "High" (Brawley, Lewis, Rossum) - 4:00
9. "A Million Pieces" (Brawley, Rossum) - 4:53
10. "Rainy Days and Mondays" ( Nichols, Williams) - 3:44
11. "Anymore" (Brawley, Pizzinga, Rossum) - 4:49
12. "Been to long"  (piosenka bonusowa)  - 3:46